# Союз 17 октября
Сою́з 17 октября́ («Октябристы») — умеренно правая политическая партия крупных землевладельцев, предпринимательских кругов и чиновников России, существовавшая в 1905—1917 годах. Партия представляла правое крыло российского либерализма, придерживавшееся умеренно-конституционных и антиреволюционных взглядов. Название партии восходит к Манифесту, изданному Николаем II 17 (30) октября 1905 года.

## История
Октябризм, как политическое течение, возник и начал организационно оформляться на основе умеренного «меньшинства» земско-городских съездов. Размежевание в либеральном лагере в основном закончилось после издания Манифеста 17 октября 1905. Организационное оформление партии началось в конце октября 1905 года, а завершилось на её I съезде 8—12 февраля 1906 года в Москве. В состав партии к осени 1906 года вошли Торгово-промышленная партия, Партия правового порядка, Конституционно-монархический правовой союз, Партия манифеста 17 октября в Иваново-Вознесенске, партия "За царя и порядок" в Калуге и др. В Москве и Петербурге существовали отделения Центрального комитета. Численность членов партии в годы первой революции составила около 75 тысяч человек. С 29 октября 1906 года партию возглавлял Александр Гучков. Союз был ориентирован на парламентскую деятельность, местные отделы октябристов легко распадались и легко возобновляли свою деятельность в период избирательных кампаний, с тем, чтобы вновь прекратить её на время работы очередной Государственной думы. Центральным органом Союза была газета «Голос Москвы», издававшаяся под руководством Ф. И. Гучкова с 23 декабря 1906 по 30 июня 1915.
В I Государственную думу входили 16 депутатов-октябристов.
После письма А. И. Гучкова в редакцию «Нового времени» (28 августа 1906) с одобрением введения военно-полевых судов из партии вышли П. А. Гейден, М. А. Стахович и Д. Н. Шипов, которые положили начало Партии мирного обновления.
Во II Государственную думу прошли 43 октябриста.
Изменение избирательного закона 3 июня 1907 дало октябристам резкое увеличение мест в III Государственной думе — до 154. Председателями III Государственной думы были октябристы Н. А. Хомяков, А. И. Гучков, М. В. Родзянко. Фракция октябристов, самая многочисленная в III Государственной думе, попеременно блокировалась с националистами и кадетами. Находящиеся в центре октябристы были опорой премьер-министра П. А. Столыпина при принятии реформаторских законопроектов. По свидетельству Гучкова, между правительством Столыпина и октябристами был заключен своего рода договор о «взаимной лояльности». Помимо политических связей существовали и неформальные: брат Столыпина Александр Аркадьевич был членом ЦК Союза, а двоюродный брат барон А. Ф. Мейендорф членом ЦК и депутатом Думы.
В IV Государственной думе фракция октябристов первоначально составляла 98 депутатов, лидер партии Гучков не был избран. Председателем IV Государственной думы был М. В. Родзянко.
На конференции в ноябре 1913 значительным большинством была принята резко оппозиционная резолюция, в которой правительство обвинялось в нарушении принципов конституционализма и прав человека, провозглашённых Манифестом 17 октября. Разногласия в связи с этим решением стали причиной раскола фракции. Левое крыло настаивало на необходимости считать решения партийной конференции обязательными для фракции, правые октябристы отказывались им подчиняться, центр призывал к компромиссу. В итоге в декабре 1913 думская фракция раскололась на три части: собственно Союз 17 октября (22 «левых октябриста» — сторонники Гучкова), земцев-октябристов (65 человек во главе с Родзянко) и группу из 15 бывших членов фракции, объявивших себя независимыми, а на деле блокировавшихся с правым крылом Думы. Отсутствие возможности влиять на своих депутатов для партии, ориентировавшейся на парламентские средства борьбы, ставило под вопрос её существование. После этого количество заседаний ЦК заметно сократилось. 1 июля 1915 прекратилось издание «Голоса Москвы». Вскоре после этого перестал созываться и ЦК. Остававшиеся малочисленные местные группы октябристов, занятые организацией помощи раненым и беженцам, политической работы не вели. Фактически Союз 17 октября как партия прекратил своё существование.
Левые октябристы из фракции «Союз 17 октября» и часть депутатов из фракции земцев-октябристов вступили в Прогрессивный блок. Некоторые видные партийные деятели (А. И. Гучков, М. В. Родзянко, И. В. Годнев) до лета 1917 играли заметную роль в политической жизни России.

## Основные положения Манифеста 17 октября 1905 года
- ограничение власти монарха
- сохранение монархической формы правления
- свобода слова, собраний, союзов, передвижения и совести
- неприкосновенность личности и жилища
- сохранение «единой и неделимой» России
- содействия покупке крестьянами земель у частных владельцев
- нормирование рабочего дня
- отрицание возможности предоставления автономии отдельным частям империи, кроме Финляндии
- уравнивание крестьян в правах с другими сословиями

## Лидеры и известные члены
- Гучков, Александр Иванович
- Родзянко, Михаил Владимирович
- Хомяков, Николай Алексеевич
- барон Корф, Павел Леопольдович — член Государственного совета от Петербургского земства
- Шипов, Дмитрий Николаевич — земский деятель, стоявший у истоков "Союза 17 октября". Вышел из партии из-за несогласия позиции ЦК по военно-полевым судам
- Шидловский, Сергей Илиодорович — землевладелец, земский деятель, частый докладчик по аграрному вопросу
- Красовский, Михаил Васильевич
- барон Крюденер-Струве, Александр Амандович
- граф Гейден, Петр Александрович — президент Вольного Экономического общества
- Беляев, Сергей Петрович - лесопромышленник, землевладелец
- Бенуа, Леонтий Николаевич — профессор архитектуры
- Герье, Владимир Иванович — историк
- Алексеенко, Михаил Мартынович — юрист, ректор Харьковского университета
- Грум-Гржимайло, Григорий Ефимович — географ, зоолог, путешественник
- Марсеру, Павел Петрович — архитектор-художник
- Авдаков, Николай Степанович — горнопромышленник
- Беляков, Николай Фёдорович — член Государственного совета от Симбирского губернского земства
- Нобель, Эммануил Людвигович — промышленник
- Маслов, Сергей Николаевич — один из учредителей партии, орловский председатель областной земской управы.
- Мансуров, Николай Александрович — Касимовский уездный предводитель дворянства, врач и землевладелец
- Милютин, Юрий Николаевич — один из основателей и лидеров партии, гласный Санкт-Петербургской городской думы
- Олсуфьев, Дмитрий Адамович — председатель Саратовской земской управы, представитель консервативного крыла партии[1]
- Петрово-Соловово, Василий Михайлович — землевладелец
- Плевако, Фёдор Никифорович — московский адвокат
- Люстиг, Вильгельм Осипович — петербургский адвокат
- Рябушинский, Владимир Павлович — банкир
- Рябушинский, Павел Павлович — банкир
- Сергеевич, Василий Иванович — юрист, ректор Санкт-Петербургского университета
- Столыпин, Александр Аркадьевич — поэт и журналист, младший брат премьер-министра П. А. Столыпина
- Алехин, Александр Иванович — предводитель дворянства Воронежской губернии, отец чемпиона мира по шахматам Александра Алехина
- Суворин, Борис Алексеевич — редактор газеты «Вечернее время»
- Таганцев, Николай Степанович — криминалист
- Утин, Яков Исаакович — предприниматель
- граф Уваров, Алексей Алексеевич - землевладелец, играл большую роль в организации работы фракции в первых двух сессиях III Государственной думы. Покинул фракцию после дуэли с А.И. Гучковым.
- Фаберже, Карл Густавович — ювелир
- князь Голицын, Александр Дмитриевич — землевладелец
- князь Баратынский, Александр Николаевич — землевладелец
- князь Оболенский, Алексей Васильевич — чиновник особых поручений при министре внутренних дел, член ЦК партии.
- Карзинкин, Сергей Сергеевич — московский 2-й гильдии купец, потомственный почётный гражданин, благотворитель.
- Зданович, Иван Устинович — минский врач, благотворитель.
- Михельсон, Лев Александрович — предприниматель, углепромышленник, издатель.
- Челышов, Михаил Дмитриевич — самарский предприниматель, член Государственной думы Российской империи III созыва, деятель трезвенного движения.

## Издания
Всего более 50 газет на русском, немецком и латышском языках, в том числе:
- «Слово», «Новый путь» (Санкт-Петербург)
- «Голос Москвы» (Москва)
- «Обновление» (Казань)
- «Время» (Томск)
- «Русская окраина» (Самарканд)

В 1908—1910 годах Московский клуб партии октябристов издавал общественно-политический журнал «Известия „Союза 17 октября“».